# Nastri d'argento 2012
La cerimonia di premiazione della 67ª edizione dei Nastri d'argento si è svolta il 30 giugno 2012 al Teatro antico di Taormina ed è stata presentata da Stefania Rocca.
Le candidature sono state rese note il 4 giugno 2012 presso Villa Medici, sede dell'Académie de France a Roma. Il maggior numero di candidature (nove) è stato ottenuto da Magnifica presenza di Ferzan Özpetek e Romanzo di una strage di Marco Tullio Giordana.
Il palmarès ha premiato in egual misura, con tre premi, This Must Be the Place, per il quale Paolo Sorrentino è stato premiato come regista del miglior film, Diaz - Don't Clean Up This Blood, Romanzo di una strage e Posti in piedi in paradiso.
Il Nastro dell'anno, assegnato al film che rappresenta nella sua eccezionalità il "caso" artistico e produttivo dell'annata, è andato a Cesare deve morire di Paolo e Vittorio Taviani. Un premio speciale sarà dato anche al film Tormento - Film disegnato, diretto da Filiberto Scarpelli, scritto e disegnato da Furio Scarpelli (2011).

## Vincitori e candidati
I vincitori sono indicati in grassetto, a seguire gli altri candidati.

### Regista del miglior film
- Paolo Sorrentino - This Must Be the Place
- Emanuele Crialese - Terraferma
- Marco Tullio Giordana - Romanzo di una strage
- Ferzan Özpetek - Magnifica presenza
- Daniele Vicari - Diaz - Don't Clean Up This Blood

### Migliore commedia
- Posti in piedi in paradiso, regia di Carlo Verdone
- Ciliegine, regia di Laura Morante
- Immaturi - Il viaggio, regia di Paolo Genovese
- I più grandi di tutti, regia di Carlo Virzì
- La kryptonite nella borsa, regia di Ivan Cotroneo

### Miglior regista esordiente
- Francesco Bruni - Scialla! (Stai sereno)
- Gianluca e Massimiliano De Serio - Sette opere di misericordia
- Guido Lombardi - Là-bas - Educazione criminale
- Andrea Segre - Io sono Li
- Stefano Sollima - ACAB - All Cops Are Bastards

### Migliore produttore
- Domenico Procacci - Diaz - Don't Clean Up This Blood
- Riccardo Tozzi, Giovanni Stabilini e Marco Chimenz con Rai Cinema - Romanzo di una strage
- Elda Ferri e Milena Canonero - Un giorno questo dolore ti sarà utile (Someday This Pain Will Be Useful to You)
- Nicola Giuliano, Andrea Occhipinti e Francesca Cima con Medusa Film - This Must Be the Place
- Dario Formisano, Gaetano Di Vaio e Gianluca Curti - Là-bas - Educazione criminale

### Migliore soggetto
- Ferzan Özpetek e Federica Pontremoli - Magnifica presenza
- Giuliano Montaldo e Vera Pescarolo - L'industriale
- Renzo Lulli - I primi della lista
- Andrea Segre - Io sono Li
- Raffaele Verzillo e Pierfrancesco Corona - 100 metri dal paradiso

### Migliore sceneggiatura
- Marco Tullio Giordana, Sandro Petraglia e Stefano Rulli - Romanzo di una strage
- Carlo Verdone, Pasquale Plastino e Maruska Albertazzi - Posti in piedi in paradiso
- Daniele Vicari e Laura Paolucci - Diaz - Don't Clean Up This Blood
- Paolo Sorrentino e Umberto Contarello - This Must Be the Place
- Francesco Bruni - Scialla! (Stai sereno)

### Migliore attore protagonista
- Pierfrancesco Favino - ACAB - All Cops Are Bastards e Romanzo di una strage
- Fabrizio Bentivoglio - Scialla! (Stai sereno)
- Elio Germano - Magnifica presenza
- Roberto Herlitzka - Sette opere di misericordia
- Vinicio Marchioni - Cavalli e Sulla strada di casa

### Migliore attrice protagonista
- Micaela Ramazzotti - Posti in piedi in paradiso e Il cuore grande delle ragazze
- Carolina Crescentini - L'industriale
- Donatella Finocchiaro - Terraferma
- Claudia Gerini - Il mio domani e Com'è bello far l'amore
- Valeria Golino - La kryptonite nella borsa

### Migliore attore non protagonista
- Marco Giallini - Posti in piedi in paradiso e ACAB - All Cops Are Bastards
- Giuseppe Fiorello - Terraferma e Magnifica presenza
- Fabrizio Gifuni - Romanzo di una strage
- Michele Riondino - Gli sfiorati
- Riccardo Scamarcio - To Rome with Love

### Migliore attrice non protagonista
- Michela Cescon - Romanzo di una strage
- Barbora Bobuľová - Scialla! (Stai sereno)
- Alessandra Mastronardi - To Rome with Love
- Paola Minaccioni - Magnifica presenza
- Elisa Di Eusanio - Good As You - Tutti i colori dell'amore

### Migliore fotografia
- Luca Bigazzi - This Must Be the Place
- Maurizio Calvesi - Magnifica presenza
- Paolo Carnera - ACAB - All Cops Are Bastards
- Arnaldo Catinari - L'industriale
- Fabio Cianchetti - Terraferma

### Migliore scenografia
- Stefania Cella - This Must Be the Place
- Giancarlo Basili - Romanzo di una strage
- Francesco Frigeri - L'industriale
- Carmine Guarino - Mozzarella Stories
- Marta Maffucci - Diaz - Don't Clean Up This Blood

### Migliori costumi
- Alessandro Lai - Magnifica presenza
- Catia Dottori - Il cuore grande delle ragazze
- Paola Marchesin - La scomparsa di Patò
- Rossano Marchi - La kryptonite nella borsa
- Valentina Taviani - L'ultimo terrestre

### Migliore montaggio
- Benni Atria - Diaz - Don't Clean Up This Blood
- Francesca Calvelli - Romanzo di una strage
- Patrizio Marone - ACAB - All Cops Are Bastards
- Walter Fasano - Magnifica presenza
- Carlo Simeoni - Il primo uomo

### Migliore sonoro in presa diretta
- Remo Ugolinelli e Alessandro Palmerini - Diaz - Don't Clean Up This Blood
- Fulgenzio Ceccon - Romanzo di una strage
- Mirko Guerra e Sonia Portoghese - Sette opere di misericordia
- Alessandro Zanon - Io sono Li
- Davide Mastropaolo e Leandro Sorrentino - Là-bas - Educazione criminale

### Migliore colonna sonora
- Franco Piersanti - Terraferma e Il primo uomo
- Pasquale Catalano - Magnifica presenza
- Ludovico Einaudi - Quasi amici - Intouchables (Intouchables)
- Teho Teardo - Diaz - Don't Clean Up This Blood
- Carlo Virzì - I più grandi di tutti

### Migliore canzone originale
- Love Is Requited di Andrea Guerra e Michele von Buren, interpretata da Elisa - Un giorno questo dolore ti sarà utile (Someday This Pain Will Be Useful to You)
- Il viaggio di Daniele Silvestri, interpretata da Daniele Silvestri - Immaturi - Il viaggio
- Therese di Angelica Caronia, Gaetano Curreri e Andrea Fornili, interpretata da Angelica Ponti - Posti in piedi in paradiso
- Scialla! di Amir Issaa & Caesar Productions - Scialla! (Stai sereno)
- Something is Changing di Malika Ayane e Paolo Buonvino, interpretata da Malika Ayane - Il giorno in più

### Migliore film europeo
- The Artist, regia di Michel Hazanavicius
- Carnage, regia di Roman Polański
- Faust, regia di Aleksandr Sokurov
- Melancholia, regia di Lars von Trier
- Shame, regia di Steve McQueen

### Migliore film extraeuropeo
- Drive, regia di Nicolas Winding Refn
- Hugo Cabret (Hugo), regia di Martin Scorsese
- Midnight in Paris, regia di Woody Allen
- The Tree of Life, regia di Terrence Malick
- Una separazione (Jodāyi-e Nāder az Simin), regia di Asghar Farhadi

### Nastri d'argento per i documentari

#### Miglior documentario
- Tahrir Liberation Square di Stefano Savona
- 148 Stefano - Mostri dell'inerzia di Maurizio Cartolano
- Black Block di Carlo A. Bachschmidt
- Mare chiuso di Andrea Segre e Stefano Liberti
- 11 metri di Francesco Del Grosso

#### Miglior documentario sul cinema
- In arte Lilia Silvi di Mimmo Verdesca
- Voi siete qui di Francesco Matera
- Il silenzio di Pelesjan di Pietro Marcello
- La passione di Laura di Paolo Petrucci
- L'importanza di essere scomodo: Gualtiero Jacopetti di Andrea Bettinetti

### Nastro dell'anno
(riconoscimento speciale assegnato al film che rappresenta nella sua eccezionalità il "caso" artistico e produttivo dell'annata)
- Cesare deve morire, regia di Paolo e Vittorio Taviani

### Nastro d'argento europeo
- Matteo Garrone

### Nastro d'oro
- Dante Ferretti e Francesca Lo Schiavo - Hugo Cabret (Hugo)

### Nastro d'argento speciale per la commedia
- Carlo ed Enrico Vanzina

### Premio Lancia
- Giuseppe Fiorello («per l'eleganza e lo stile innovativo nella qualità»)[4]

### Premio Persol
(al personaggio dell'anno)
- Pierfrancesco Favino

### Premio Fondazione Thun
(al film italiano che maggiormente abbia valorizzato un tema sociale)
- Posti in piedi in paradiso, regia di Carlo Verdone

### Premio Guglielmo Biraghi
- Andrea Osvárt - Maternity Blues
- Andrea Bosca - Gli sfiorati
  - Menzione speciale: Filippo Pucillo e Filippo Scicchitano

### Premio speciale
- Cast di Cesare deve morire[5]